# Сторож Богдан Дмитрович
Богдан Дмитрович Сторож — кандидат технічних наук, завідувач (2001 - 2011), професор (2011 - 2015) кафедри комп'ютеризованого машинобудівного виробництва Івано-Франківського національного технічного університету нафти і газу.

## Біографія
Народився 27 січня 1945 р. в селі Остриня на Прикарпатті
З 1961 по 1963 р. опановував професію токаря в професійно-технічному училищі. Пізніше працював за фахом на заводі та вчився у вечірній школі. Вищу освіту — кваліфікацію інженера-механіка за спеціальністю «Технологія машинобудування, металорізальні верстати та інструменти» — здобув у Івано-Франківському інституті нафти і газу (1964–1969 рр.). Потім працював на приладобудівному заводі інженером-конструктором з технологічної оснастки.
Зацікавленість методами і можливостями порошкової технології привела його в Інститут проблем матеріалознавства НАН України. Тут в аспірантурі під керівництвом академіка П. С. Кислого виконав і захистив (1975 р.) дисертацію на здобуття вченого ступеня кандидата технічних наук на тему «Дослідження процесів формування керметів на основі деяких тугоплавких металів і сполук».
Після повернення в Івано-Франківськ (1975 р.) працював в Інституті нафти і газу — молодшим і старшим науковим працівником, асистентом, старшим викладачем, доцентом кафедри технології машинобудування.
У 2001 році під його керівництвом та за безпосередньої участі створена нова кафедра «Комп'ютеризоване машинобудівне виробництво» для забезпечення підготовки фахівців за напрямком інженерна механіка спеціальності технологія машинобудування спеціалізації комп'ютеризоване машинобудівне виробництво. До 2011 року очолював створену ним кафедру «Комп'ютеризоване машинобудівне виробництво». З 2011 до 2015 року працював професором кафедри. У 2015 році вийшов на пенсію.

## Викладацька діяльність
Розробив освітньо-кваліфікаційні характеристики для бакалавра (6.090202), спеціаліста (7.090202) та магістра (8.090202) спеціальності «Технологія машинобудування» та варіативні частини для відповідних освітньо-кваліфікаційних характеристик спеціалізації «Комп'ютеризоване машинобудівне виробництво». Сформував робочі навчальні плани для очної та заочної форми навчання студентів даної спеціалізації. Розробляє за участі викладачів кафедри робочі навчальні програми для дисциплін, які веде кафедра.
В процесі роботи створює й удосконалює методичне забезпечення для дисциплін, які читаються на кафедрі: «Інформатика», «Теорія різання», «Основи САПР», «Технологічні основи машинобудування», «САПР технологічних процесів», «Основи наукових досліджень», «Теоретичні основи технології виготовлення деталей і складання машин», «Принципи інженерної творчості», «Автоматизація технологічних розрахунків», «Автоматизація технологічних досліджень» курсове, дипломне та магістерське проектування.

## Публікації
Є автором понад 100 наукових та науково-методичних праць, в тому числі монографії, навчальних посібників з грифом міністерства, авторських свідоцтв і патентів на винаходи. Серед наукових і методичних праць можна виділити наступні:
1. Спекание керметов вольфрам-окись алюминия в присутствии жидкой фазы. Ж. «Порошковая металлургия», № 9, 1974.
2. Sintering, Structure and Properties of Alumina-Tungsten Cermets. Сб.трудов 8-го международного семинара в Планзее, Австрия, том.2 1974, 43.
3. Прессование тугоплавких соединений в вакуумной шнекмашине. Сб. «Теория и практика прессования порошков». К., ИПМ, 1975, 64.
4. Универсальный дилатометр. Ж."Заводская лаборатория", № 9, 1975.
5. Получение, свойства и применения керметов и композиционных материалов на основе нитрида титана. Сб."Порошковая металлургия", Рига, 1975.
6. Расчет усилия червячного пресса для формования изделий из пластифицированных порошковых масс. Сб."Развития методов формования изделий из порошков", К., ОНТИ ИПМ, 1976, 75.
7. Формование многослойных изделий из материалов на основе тугоплавких соединений. Сб."Развитие методов формования изделий из порошков", K., ОНТИ ИПМ, 1976, c.93.
8. Прочность керметов окись алюминия-вольфрам. Ж."Порошковая металлургия", № 4, 1977.
9. Природа связывания фаз в кермете окись алюминия-вольфрам. Ж. Изв. АН СССР «Неорганические материалы», т.13, № 7, 1977.
10. Материал неплавящегося електрода. А.c. СРСР № 825300 від 4.01.1981.
11. Исследование взаимодействия Т i N и гетерофазных материалов на его основе с жидкими металлами. Сб. «Методы получения, свойства и области применения нитридов»,Рига, «Зинатне», 1980.
12. Состав металлокерамического материала. А.c.СРСР № 915369 від 23.11.1981.
13. Взаимодействия фаз в композициях Т і N -Al2O3. В кн. Композиционные материалы", Киев: ИСМ АН УССР, 1982, с.86.
14. Материалы неплавящегося електрода. А.c. СРСР № 1080945 від 22.11.1983.
15. Электродный материал. А.c. СРСР № 1123304 від 8.07.1984.
16. Керметы: Монография. Киев: Наукова думка, 1985, 272 с.
17. Материал неплавящегося електрода. А.c. СРСР № 1260155 від 01.09.1986.
18. Способ испытания стержневих образцов с круглым поперечным сечением из огнеупорных материалов на термостойкость. А.с. СРСР № 1285351 від 22.09.1986.
19. Способ электроэрозионного нанесения покритий. А.c.СРСР № 1292955 від 19.11.1984.
20. Спеченный композиционный материал для матрицы горячего прессования. А.c. СРСР № 1316274 від 08.02.1987.
21. Спеченные неплавящиеся электроды для сварки стальных изделий методом местного контактного плавления. Вклад науки в повышение надежности и долговечности машин.-К.: Наукова думка, 1990, с.17.
22. Способ получения спеченных изделий из порошков легколетучих соединений. А.c. СРСР № 1605406 від 08.07.1990.
23. Способ микроструктурного анализа. А.c. СРСР № 1702252 від 01.09.1991.
24. The relations of Accuracy Parameters of Sylindrical Surfaces. The international meeting of the Carpathion region specialists in the field of gears.4-th edition, V.XVI.- Baia Mare, 2002.-p.153.
25. Моделювання точності циліндричних поверхонь. Вісник технологічного університету «Поділля», № 4, ч.1, 2002, 101–104.
26. Estimation Of Band-Shoe Brake Performances For Drilling Winches. Buletin Ctiintific, Volumul XVII, Partea 1, Fascicola: Mecanica, Tribologie, Technologia Constructiilor de Masini, Baia Mare. — 2003. — p. 285.
27. Розрахунок верстатних пристроїв на точність: Навчальний посібник. Івано-Франківськ: «Факел», 1999. — 187 с.
28. Технологічні основи машинобудування: Навчальний посібник. Івано-Франківськ; Хмельницький: ТУП, 2003. — 153 с. ISBN 996-7789-63-2.
29. Точність верстатних пристроїв машинобудівного виробництва: Навчальний посібник. Івано-Франківськ; Хмельницький: ТУП, 2004. — 230 с. ISBN 996-7789-75-6.
30. Технологічні основи машинобудування: Конспект лекцій. Івано-Франківськ: Факел, 2002. — 186 с.
31. Теоретичні основи технології виготовлення деталей і складання машин: Конспект лекцій. Івано-Франківськ: Факел, 2003. — 83 с.
32. САПР технологічних процесів: Конспект лекцій. Івано-Франківськ: Факел, 2003. — 79 с.

## До речі
Створені Богданом Дмитровичем композиційні матеріали і технологія виготовлення з них неплавких електродів для зварювання металів методом місцевого контактного плавлення використовувались в наукових програмах: «Токамак»— керованого термоядерного синтезу, і «Буран»— програми космічних досліджень.
Брав участь у міжнародних конференціях, семінарах і симпозіумах в Україні, Росії, Польщі, Австрії та Румунії.

## Джерело
- До 60-річчя від дня народження